# Szczerzbowo
Szczerzbowo (anciennement appelé en allemand Scziersbowen et Talhausen) est un village de Pologne, située dans le gmina de Mrągowo, dans le powiat de Mrągowo, dans la voïvodie de Varmie-Mazurie.